# Maurycy Popiel
Maurycy Kacper Popiel (ur. 3 stycznia 1990 w Krakowie) – polski aktor filmowy, teatralny i telewizyjny.

## Życiorys
Jest synem Lidii Bogaczównej. W 2008 ukończył V Liceum Ogólnokształcące im. Augusta Witkowskiego w Krakowie, uczył się w klasie mistrzowskiej Krzysztofa Globisza. W 2013 ukończył studia na wydziale aktorskim Państwowej Wyższej Szkoły Teatralnej im. Ludwika Solskiego w Krakowie. Zagrał w przedstawieniach dyplomowych: Mroczna gra albo historie dla chłopców Carlosa Murilla i Ferdydurke według Gombrowicza, w której wystąpił w poczwórnej roli: Pyza, Pimki, Józia i Hurleckiego.
Występował w nowohuckim Teatrze Ludowym (Skrzydlak) i Operze Krakowskiej (Śpiewam miłosny rym). Na scenie Teatru Bagatela zadebiutował w farsie Wieczór kawalerski, dołączył też do obsady farsy Mayday 2. Zagrał też kilka epizodów telewizyjnych i wziął udział w filmie Janusza Majewskiego Mała matura 1947.
Od 2014 gra Olka Chodakowskiego w serialu TVP2 M jak miłość.
W 2020 uczestniczył w 13. edycji programu rozrywkowego Polsatu Twoja twarz brzmi znajomo.
Jesienią 2025 będzie uczestniczył w 17. edycji programu Dancing with the Stars. Taniec z gwiazdami w Polsacie.

## Życie prywatne
W 2021 ożenił się z aktorką Izabelą Warykiewicz.

## Filmografia
| Rok       | Tytuł                     | Rola                                     | Uwagi                                          |
| --------- | ------------------------- | ---------------------------------------- | ---------------------------------------------- |
| 2005      | Szanse finanse            | (odcinek 9)                              | serial edukacyjny, reżyseria: Łukasz Rybarski  |
| 2010      | Mała matura 1947          | Marek Kuliński                           | dramat historyczny, reżyseria: Janusz Majewski |
| 2010      | Mała matura 1947 (serial) | Marek Kuliński                           | serial telewizyjny, reżyseria: Janusz Majewski |
| 2011      | Czas honoru               | Dieter Kugel (odcinek 48)                | serial telewizyjny, reżyseria: Michał Rogalski |
| 2013      | 2XL                       | barman (odcinki: 10, 11)                 | serial telewizyjny, reżyseria: Bodo Kox        |
| 2014      | Miasto 44                 | „Góral”                                  | film wojenny, reżyseria: Jan Komasa            |
| od 2014   | M jak miłość              | Aleksander Chodakowski (od odcinka 1042) | serial telewizyjny, reżyseria: różni           |
| 2016–2017 | Pierwsza miłość           | Damian Cinkowski                         | serial telewizyjny, reżyseria: różni           |
| 2018      | Korona królów             | Arunas Szymon                            | serial telewizyjny, reżyseria: różni           |
| 2020      | Ojciec Mateusz            | Filip Ochojski (odcinek: 298)            | serial telewizyjny, reżyseria: Filip Zylber    |
| 2022      | Filip                     | kapitan SS                               | film fabularny, reżyseria: Michał Kwieciński   |

## Teatr
- 2005: Mayday 2 jako Gavin Smith (od września 2012)
- 2005: Testosteron jako Robal (od września 2014)
- 2010: Śpiewam miłosny rym jako Konstanty
- 2010: Skrzydlak jako Leakey
- 2011: Mroczna gra albo historia dla chłopców
- 2012: Ferdydurke jako Pyzo, Pimko, Józio, Hurlecki (4 role)
- 2012: Wieczór kawalerski jako Maurycy
- 2013: Carmen. Bella Donna jako Valentin von Strachwitz
- 2014: Mefisto jako członek kabaretu; członek bojówek
- 2014: American Bufallo – Bizon jako Bob
- 2015: Poskromienie złośnicy jako Lucentio
- 2016: Pomoc domowa jako Marek, kochanek Olgi
- 2017: Czego nie widać jako Garry Lejeune
- 2017: Szklana menażeria jako Tom
- 2018: Kłamstwo... o miłości jako Jean-Claude